# Arellano
|  | Per a altres significats, vegeu «Casal d'Arellano». |

Arellano és un municipi de Navarra, a la comarca d'Estella Oriental, dins la merindad d'Estella. Està situat entre Arroitz i Deikaztelu.

## Demografia
| Evolució demogràfica                                | Evolució demogràfica | Evolució demogràfica | Evolució demogràfica | Evolució demogràfica | Evolució demogràfica | Evolució demogràfica | Evolució demogràfica | Evolució demogràfica | Evolució demogràfica | Evolució demogràfica |
| 1996                                                | 1998                 | 1999                 | 2000                 | 2001                 | 2002                 | 2003                 | 2004                 | 2005                 | 2006                 | 2007                 |
| --------------------------------------------------- | -------------------- | -------------------- | -------------------- | -------------------- | -------------------- | -------------------- | -------------------- | -------------------- | -------------------- | -------------------- |
| 205                                                 | 205                  | 205                  | 196                  | 192                  | 196                  | 201                  | 192                  | 186                  | 188                  | 196                  |
| Fonts: Arellano i Institut d'Estadística de Navarra |                      |                      |                      |                      |                      |                      |                      |                      |                      |                      |

## Personatges cèlebres
- Fortunato Aguirre Luquin (1893-1936): Alcalde d'Estella i cofundador d'Osasuna.
- Juan Ramírez de Arellano, del Casal d'Arellano (segle xiv): Senyor d'Arellano i de la Solana. Rebé el Senyoriu de Cameros el 1366 per ajudar Enric II de Castella.
- Julia Juaniz (1956-):[3] Montadora cimematogràfica.
- Pablo Rodríguez González (1900-???):[4] Religiós i escriptor
- Sant Veremon:[5] Abat del monestir de Santa María la Real d'Iratxe, des de 1056 a 1098). Patró del Camí de Santiago a Navarra. Se celebra el 8 de març.